# Sibylle (frégate de 1777)
Pour les articles homonymes, voir Sibylle (homonymie).
Ne doit pas être confondu avec Sibylle (frégate de 1792).

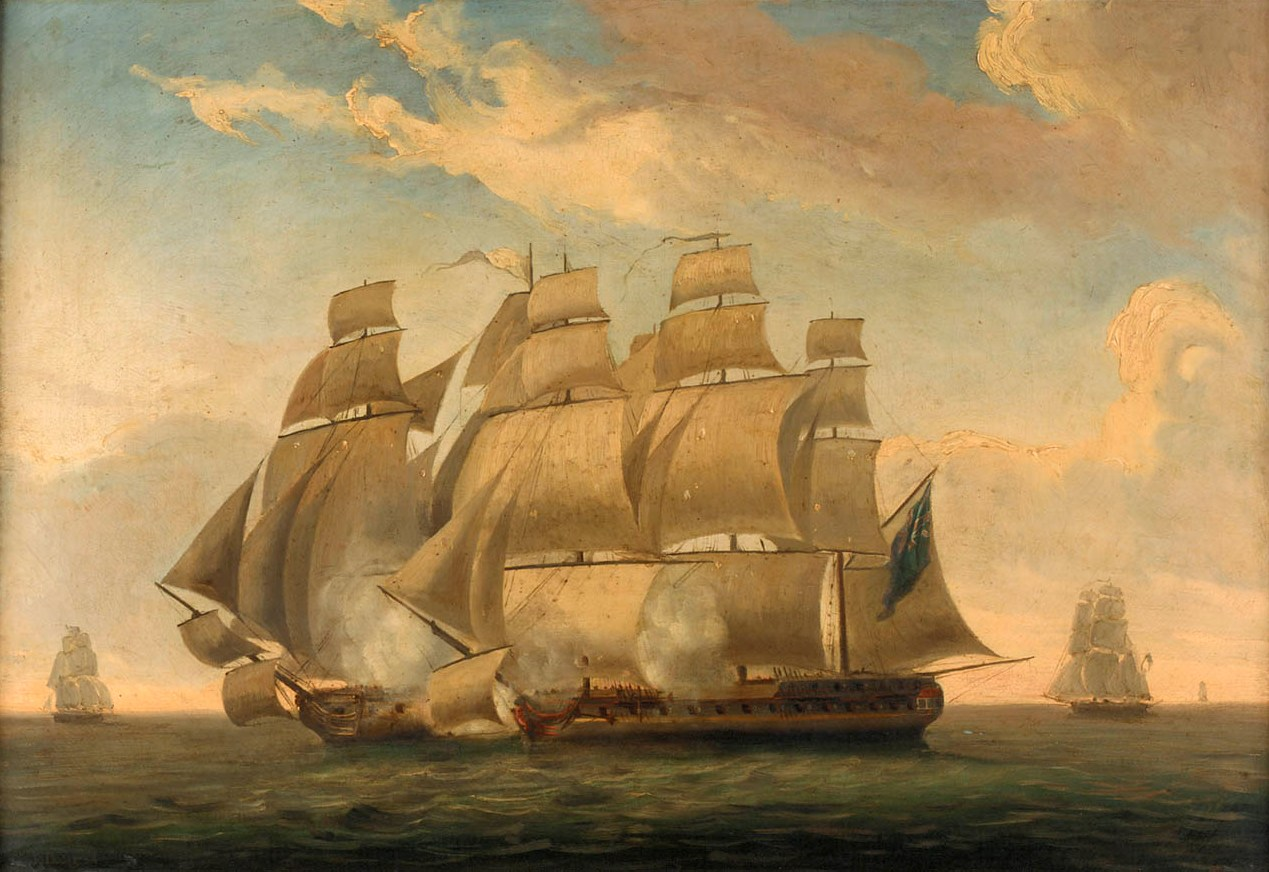
Début de l'action entre la Magicienne et la Sibylle le 2 janvier 1783, toile de Robert Dodd, 1784.

La Sibylle est une frégate de 12 de la marine royale française qui a pris part à la guerre d'indépendance des États-Unis. Construite en 1777, elle est capturée par les Britanniques en 1783 et démantelée en 1784.

## Construction
Construite à Brest sur les plans de Jacques-Noël Sané, elle est lancée le 1er septembre 1777 et commissionnée en novembre sous le commandement de Sébastien Mahé de Kerouan. L'empereur Joseph II, beau-frère de Louis XVI et qui s'intéresse à l'essor de la marine française, visite Brest en 1777 et assiste à la construction de la frégate.
Elle est armée de 26 canons de 12 et 8 canons de 8. Elle est doublée en cuivre, technique encore peu répandue et qui lui donne une rapidité accrue.

## Campagnes
Le 27 juillet 1778, elle prend part à la bataille d'Ouessant.
En mars 1781, commandée par le capitaine Dufretay, elle accompagne le vaisseau Fier en escorte d'un convoi de 40 transports venus de Rochefort, Marennes et autres ports ; ils arrivent à Brest le 13 mars.
Le 1er mai 1781, partie de Brest avec l'escadre de La Motte-Picquet, elle participe à la capture de 18 navires marchands britanniques qui ramenaient en Angleterre le butin pris dans la colonie hollandaise de Saint-Eustache.
Entre avril et juillet 1782, 6 membres de l'équipage meurent à l'hôpital de Yorktown. Un septième mourra à l'hôpital de New York en février 1783 après la capture de la frégate.
En octobre 1782, partant de Saint-Domingue, la Sibylle et le vaisseau Scipion escortent jusqu'à la sortie de la mer des Antilles un convoi se dirigeant vers la France. En revenant vers Saint-Domingue, le 18 octobre ils rencontrent les vaisseaux britanniques Torbay et London. La Sibylle s'efforce de détourner l'attention du Torbay tandis qu'un combat confus oppose le Scipion au London. Le Torbay revient vers le London qui le prend d'abord pour un navire français : cette erreur donne au Scipion le temps de s'échapper mais, en arrivant dans la baie de Samaná, il heurte un récif et coule. La Sibylle, pour sa part, rentre à Saint-Domingue sans dommage.
À la fin de décembre 1782, la Sibylle, sous le capitaine Thibaut-René de Kergariou-Locmaria, avec la corvette Le Railleur, capitaine Hébert-Duval, forme l'escorte d'un convoi se dirigeant de Cap-Français, dans la colonie française de Saint-Domingue, vers la baie de Chesapeake, territoire des États-Unis. Le 2 janvier 1783, le convoi est pris en chasse par le vaisseau de ligne britannique Endymion (en) (60 canons) et la frégate Magicienne (40 canons), ancienne frégate française prise et réemployée par les Britanniques. Celle-ci, plus rapide, engage le Railleur ; la Sibylle vient à son secours et ses tirs d'artillerie précis démâtent la Magicienne. Le capitaine de Kergariou, blessé, laisse le commandement au lieutenant Morel d'Escures. Cependant, l'arrivée de l'Endymion, plus puissant, incite la Sibylle à se replier : ses officiers et beaucoup de ses hommes sont blessés, et elle a subi des dégâts matériels importants. Elle rattrape son convoi le matin suivant et reprend sa route vers la Chesapeake. Le Railleur, séparé du convoi, suit un itinéraire détourné ; il est capturé le 11 janvier au large de la Chesapeake par la frégate britannique Cyclops (en).
Le 6 janvier 1783, la Sibylle, ayant en partie réparé ses avaries, subit un fort coup de vent qui enlève tous ses mâts et disperse le convoi. Elle doit jeter 12 canons à la mer et installer des mâts improvisés. Le 22 janvier, plusieurs voiles apparaissent à l'horizon : Kergariou, pour tromper l'adversaire, fait lever un drapeau britannique au-dessus du drapeau blanc français ainsi qu'un pavillon de yacht britannique, se donnant ainsi l'apparence d'un navire français capturé par la Royal Navy. La corvette britannique Hussar (en), ancien navire corsaire du Massachusetts capturé et réemployé par les Britanniques sous le capitaine Thomas Macnamara Russell (en), s'approche de la Sibylle sans répondre à ses appels. Kergariou tente alors de neutraliser le Hussar avant que le vaisseau Centurion (en) n'ait le temps de le rejoindre : il fait abaisser son drapeau britannique et ouvre le feu ; mais le Hussar, plus manœuvrable, tire une bordée dans la coque de la Sibylle et lui cause une voie d'eau considérable. La Sibylle, entourée par le Hussar, le vaisseau Centurion et la corvette Harrier, est obligée de se rendre.

## Polémique
Cet épisode donne lieu à une polémique entre marins. Russel revendique seul l'honneur de la prise, affirmant que le Centurion n'est arrivé qu'après la fin du combat ; en outre, il accuse Kergariou de traîtrise pour avoir gardé son pavillon de yacht pendant le combat. Selon l'usage de l'époque, il était relativement courant qu'un navire arbore une fausse bannière pour tromper l'adversaire mais il devait hisser son drapeau national au moment du combat. Kergariou est traité en malfaiteur, son épée brisée, lui et ses officiers enfermés dans l'entrepont sans literie avec une ration de simples matelots. Par la suite, le contre-amiral Robert Digby rend les honneurs à Kergariou.
De retour en France, Kergariou remet son rapport à l'amirauté de Tréguier et parvient à se justifier de l'accusation portée par Russel ; en outre, il établit qu'il s'est rendu au vaisseau Centurion et non au Hussar. Après la guerre, Russel, furieux, se rend en France avec l'intention de se battre en duel contre Kergariou mais l'amiral Marriot Arbuthnot parvient à l'en dissuader.
La Sibylle, restée aux mains des Britanniques, est démantelée en 1784.